# 2004년 스리랑카 쓰나미 열차 사고
2004년 스리랑카 쓰나미 열차 사고는 사망자가 1,000명 이상 발생한 세계 역사상 가장 큰 단일 철도 사고이다. 이 사고는 2004년 인도양 지진에 이은 지진해일에 휩쓸려 스리랑카의 해안 철도에서 만원인 열차(50호 마타라 급행)가 파괴되며 일어났다. 이 지진해일로 스리랑카 해안 지역에서 30,000명 이상의 사망자가 발생했으며 수십억 루피의 재산 피해를 야기했다.

## 열차
50호 마타라 급행 열차는 콜롬보와 마타라 사이를 운행하는 정기 열차였다. 열차는 스리랑카의 남서쪽 해안을 따라 운행되며, 텔와타에서는 바다에서 불과 200 미터 (660 ft) 내륙에 위치한다. 2004년 12월 26일 일요일, 불교의 보름날 휴일이자 크리스마스 연휴 기간 열차는 오전 6시 50분 직후 콜롬보 요새역을 출발했다. 이 때 유료 승객 1,500명 이상과 통행증(시즌 패스라고 불림), 정부 통행 허가증 소지자를 포함한 미확인 승객을 태우고 있었다.
이 열차는 591호 마니토바 기관차가 견인했으며, 이 기관차는 캐나다의 제너럴 모터스 디젤이 1956년에 모델 G12로 제작한 스리랑카 철도 M2a형 기관차였다.

## 열차 정지 시도
스리랑카의 팔레켈레 지진 관측소는 지진 발생 수 분 내에 이를 감지했지만, 지진해일이 섬에 도달할 가능성은 고려하지 않았다.
지진해일 보고가 마라다나의 관제실에 처음 접수되었을 때, 관계자들은 해안선을 운행하는 여덟 대의 열차는 연락해 운행을 정지했지만 마타라 급행 열차에는 연락할 수 없었다.
암발란고다에서 열차를 멈추려는 노력은 모든 역무원이 열차를 지원하느라 아무도 전화에 응답할 수 없어서 실패했다. 열차가 이미 출발한 후였다. 더 남쪽에 있는 역들과 연락하려는 시도는 그들이 대피했거나 이미 쓰나미에 사망했기 때문에 실패했다.

## 지진해일의 강타
오전 9시 30분, 텔와타 근처 페랄리야 마을에서 해변은 지진으로 인한 거대한 파도의 첫 파도(제1파)를 목격했다. 물이 열차 주변으로 밀려들면서 열차는 멈췄고, 수위 상승에 대해 주민들에게 경고하는 알람이 울렸다. 수백 명의 주민은 열차가 선로 위에서 안전할 것이라고 믿고 파도에 휩쓸리는 것을 피하기 위해 차량 상단에 올라갔다. 다른 이들은 열차 뒤에 서서 물의 힘으로부터 자신들을 가려줄 것이라고 기대했다. 제1파가 객차를 침수시키고 승객들 사이에 공황을 일으켰다. 10분 후 다시 거대한 파도가 열차를 들어 올려 선로를 따라 줄지어 있는 나무와 집들에 부딪혔고, 그 뒤에 피난처를 찾던 사람들을 짓눌렀다.
여덟 대의 객차는 너무 많은 사람들로 가득 차서 문을 열 수 없었고, 물이 차오르면서 객차 내부의 거의 모든 사람들이 익사했으며 물은 잔해 위로 여러 차례 더 휩쓸고 지나갔다. 열차 상단에 있던 승객들은 탈선한 객차에서 떨어져 나갔고, 대부분 익사하거나 잔해에 짓눌려 사망했다. 591호 마니토바 기관차는 약 100 m를 떠내려가 늪에 멈춰섰다. 기관사인 자나카 페르난도와 부기관사인 시발로가나탄은 모두 운전석 자리에서 사망했다. 해안선의 상태와 근처 건물에 남겨진 고수위 흔적을 바탕으로 추정된 지진해일의 높이는 해수면에서 7.5~9 m였으며, 열차 상단보다 2~3 m 더 높았다.

## 사상자
지진해일 재난의 규모가 너무 커서 지방 정부는 이 사고에 대처할 수 없었고, 긴급 구조대와 군대도 재난의 크기가 너무 커 즉각적인 구조가 불가능했다. 사실 스리랑카 정부는 오후 4시경 육군 헬리콥터가 발견할 때까지 몇 시간 동안 열차가 어디에 있는지 알지 못했다. 지역 긴급 서비스는 파괴되었고, 도움의 손길이 도착하기까지 오랜 시간이 걸렸다. 사고로 심각한 부상을 입은 수십 명의 사람들이 그날 동안 잔해 속에서 사망했으며, 많은 시신은 일주일 이상 거둬들이지도 못했다. 일부 가족은 친척들을 직접 찾기 위해 피해 지역으로 내려갔다. 콜롬보에서 온 법의학 팀은 신원 미확인 시신들을 바타폴라 병원에서 사진을 촬영하고 지문을 채취하여 기록을 보관하고 매장 후에 확인할 수 있도록 조치했다.
스리랑카 정부에 따르면 열차 탑승자 중 약 150명만이 생존했다. 추정 사망자 수는 최소 1,000명(최대 1,700명일 수도 있음)이었으나 약 900구의 시신만 수습되었는데, 이는 많은 시신이 바다로 휩쓸려가거나 유족이 따로 옮겼기 때문이다. 페랄리야 마을도 파괴되어 수백 명의 시민과 10채의 건물 외에는 모두 파도에 휩쓸렸다. 바데가마 사미타, 즉 불교 승려는 그의 제자들과 함께 장례 의식을 돕기도 했다. 수습된 시신 중 200구 이상은 신원이 확인되지 않거나 유족이 나타나지 않았으며, 사흘 후 파괴된 철도 선로 근처에서 불교 의식으로 매장되었다.

## 여파
사고 1주년 기념식은 재건된 마을과 복구된 철도 선로 옆에서 열렸으며, 이 선로는 여전히 콜롬보-갈레 구간을 운행하고 있다. 이 노선엔 사고 열차에 탑승했다가 생존한 같은 차장인 W. 카루나틸라카가 근무하고 있다.
591호 마니토바 기관차와 손상된 객차 두 대는 인양되어 복구되었다. 기관차의 도색에는 추모의 의미로 파도 문양이 추가되었다. 복구된 기관차와 객차는 2008년 12월 26일 이후 매년 페랄리야로 돌아와 종교 의식과 기념식에 참여하며 목숨을 잃은 이들을 추모한다.

## 같이 보기
- 2000~2009년 철도 사고 목록
- 스리랑카의 교통
- 스리랑카 철도